# Staurosporyna
Staurosporyna (AM-2282) – organiczny związek chemiczny, naturalny antybiotyk wyizolowany w 1977 roku z bakterii Streptomyces staurosporeus. Z podwójnym indolowym pierścieniem był pierwszym poznanym z ponad 50 alkaloidów o takiej budowie. Struktura staurosporyny została określona metodami krystalografii rentgenowskiej w 1994 roku.
Staurosporyna wykazywała w badaniach in vitro działanie przeciwgrzybicze, a także hipotensyjne. Prowadzono też badania mające wykazać jej ewentualne działanie przeciwnowotworowe.
Efekty biologiczne staurosporyny wynikają z jej zdolności inhibicji kinaz białkowych, przez uniemożliwienie związania ATP przez białko enzymu. Staurosporyna wiąże się silnie do miejsca wiążącego ATP kinaz, ale jest mało specyficzna. Brak specyficzności ograniczył zastosowanie kliniczne tego antybiotyku.
Staurosporyna jest prekursorem midostauryny.